# Irnis
IRNIS je česká pop rocková kapela, založená roku 2012 ve Valticích. V její původní sestavě byli Josef Vališ (zpěv, kytara), Jan Seják (baskytara, zpěv), Filip Pluháček (bicí), Roman Hanák Jr. (kytara), Radovan Jaroň (kytara, elektronika) a Libor Hudček (rap).
V hudbě kapely Irnis jsou prvky různých stylů: popu, alternativního rocku, hip hopu až po heavy metal. Přes stylovou rozmanitost si ale kapela zakládá na českých textech, silných melodiích a energické show na vystoupeních.

## Historie
Kapela IRNIS byla založena začátkem roku 2012 ve Valticích, ale všichni členové sbírali zkušenosti v různých projektech léta předtím. Sen založit kapelu v tomto složení však vznikl už v dětských letech, dokonce jméno IRNIS členové vymysleli, ještě když neuměli vůbec na nic hrát.
Úspěch na prvních koncertech v létě 2012 všechny motivoval pracovat na sobě. Rozhodli nahrát demo a vlastníma rukama stvořit videoklip k písní „Nedívej se z5“, který byl na serveru i-klik.cz zařazen mezi 10 nejlepších českých videoklipů za léto 2012. Také singl „Alibi“ byl nasazen do hitparády Česká desítka na rádiu RockZone, kde během šesti týdnů zasáhl i první příčku. Další singl nese jméno „Originál“, byl k němu natočen klip v ulicích Londýna, kde kolemjdoucí z různých etnik ukazují na kameru ceduli s nápisem „jsem originál“ ve svém rodném jazyce. Klip byl nasazen na TV Óčko, kde kapela byla také jako host v pořadu Mixxxer. Následoval neméně úspěšný singl „Nad Zemí“, který získal první místo  hitparádě Wishlist na českém MTV. Ve stejné době Irnis podepsali smlouvu s pražskou agenturou Alfedus, která se nyní stará kapele o management a distribuci debutového alba, které bylo pokřtěno v listopadu 2013 zpěvákem Michalem Hrůzou. 

## Současní členové
- Pepé Vališ – zpěv, kytara
- Jan Seják – baskytara, zpěv
- Filip Pluháček – bicí

## Diskografie
- 2013 – CD Nad Zemí (vydavatelství Alfedus)

## Singly
- 2013 – „Všechny cesty vedou za Tebou“
- 2013 – „Nad Zemí“
- 2013 – „Originál“